# Iranische Billie-Jean-King-Cup-Mannschaft
Die iranische Billie-Jean-King-Cup-Mannschaft ist die Tennisnationalmannschaft der Islamischen Republik Iran, die im Billie Jean King Cup eingesetzt wird. Der Billie Jean King Cup (bis 1995 Federation Cup, 1996 bis 2020 Fed Cup) ist der wichtigste Wettbewerb für Nationalmannschaften im Damentennis, analog dem Davis Cup bei den Herren.

## Geschichte
Erstmals am Billie Jean King Cup teilgenommen hat das Team Irans im Jahr 1972. 

## Teamchefs (unvollständig)
- Neda Nourian
- Farnaz Fasihi

## Bekannte Spielerinnen der Mannschaft
- Madona Najarian
- Ani Nazari